# Johan Laurentz Jensen
Johan Laurentz Jensen (* 8. März 1800 in Gentofte; † 26. März 1856 in Kopenhagen) war ein dänischer Maler.

## Leben
Jensen wurde 1800 im dänischen Dorf Gentofte geboren. 1814 wurde er Schüler an der Königlichen Akademie in Kopenhagen. Seine Lehrer waren unter anderem der deutsch-dänische Maler Claudius Ditlev Fritzsch sowie Christoffer Wilhelm Eckersberg, einer der bedeutendsten dänischen Maler des 19. Jahrhunderts.
Der dänische Kronprinz Frederick verlieh Jensen 1822 ein Reisestipendium und schickte ihn in die Porzellanmanufaktur Sèvres, Paris, wo er die Technik der Porzellanmalerei erlernte. Hier wurde unter anderem durch Kontakte zu den flämischen Blumenmalern Gérard und Cornelis van Spaendonck sein Stil von in einer Vase oder attischen Schale arrangierten Blumen-Bouqets oder Obst-Anordnungen geprägt.